# Lena Goeßling
Lena Goeßling, född den 8 mars 1986 i Bielefeld, är en tysk tidigare fotbollsspelare (mittfältare) som spelade större delen av sin karriär i VfL Wolfsburg och det tyska landslaget. 

## Landslagskarriär
Goeßling gjorde sin debut i landslaget i en match mot Kina den 28 februari 2008. Hon var en del av Tysklands trupp under VM i Kanada år 2015. Hon fick speltid i sex av lagets sju matcher i turneringen.

## Meriter
Ett urval av Lena Goeßlings meriter:

### Klubbtitlar
- Uefa Women's Champions league: 2013 och 2014 (med VfL Wolfsburg)
- Tysk mästare: 2013, 2014, 2017 (med VfL Wolfsburg)
- Cupmästare: 2013, 2015, 2016, 2017 (med VfL Wolfsburg)

### Landslagstitlar
- Europamästare: 2013
- Algarve Cup: 2012 och 2014
- U19-världsmästare: 2004
- Olympiska sommarspelen: 2016